# Le Magasin de Ben
Le Magasin de Ben est une installation artistique réalisée par Ben en 1958-1973. Elle est conservée au musée national d'Art moderne du Centre national d'art et de culture Georges-Pompidou, à Paris.

## Description
L'œuvre est une reconstitution d'un commerce de disques d'occasion, qui a existé à Nice, 32, Rue Tonduti de l'Escarène, de 1958 à 1972, tenu à l'époque par Benjamin Vautier, dit "Ben". Le lieu était devenu un centre d'art, un lieu de publications, de rencontres et de discussions, notamment pour de jeunes artistes de l'École de Nice, et d'autres mouvements artistiques comme le Nouveau réalisme, Supports/Surfaces ou Fluxus, à partir de 1962,.
Il a été démonté à partir de 1974, déplacé au Centre Pompidou et remonté à l'intérieur de ce centre,,.